# Расселл, Мерседес
Мерседес Брианна Расселл (англ. Mercedes Brianna Russell; род. 27 июля 1995 года, Спрингфилд, Орегон, США) — американская профессиональная баскетболистка, выступающая в женской национальной баскетбольной ассоциации за команду «Лос-Анджелес Спаркс». Была выбрана на драфте ВНБА 2018 года во втором раунде под общим двадцать вторым номером клубом «Нью-Йорк Либерти». Играет на позиции центровой.

## Ранние годы
Мерседес родилась 27 июля 1995 года в городе Спрингфилд (штат Орегон) в семье Лоренцо Расселла и Тэмми Хилл, а училась она там же в одноимённой средней школе, в которой выступала за местную баскетбольную команду.